# Attento a me stesso
| Recensione           | Giudizio |
| -------------------- | -------- |
| Il Mucchio Selvaggio | positivo |

Attento a me stesso è l'album d'esordio di Alessandro Fiori (ex voce dei Mariposa), pubblicato nel 2010.

## Tracce
1. Idrocarburi
2. Catino blu
3. Fiaba contemporanea
4. Lungomare
5. La vasca
6. Fuori piove
7. 2 cowboy per un parcheggio
8. Senza le dita
9. Labbra fredde
10. Lucyferwash
11. Trenino a cherosene

## Formazione
- Alessandro Fiori - voce, pianoforte, violino
- Alessandro “Asso” Stefana - chitarra, basso
- Marco Parente - batteria
- Zeno De Rossi - batteria
- Danilo Gallo - contrabbasso
- Enrico Gabrielli - fiati, vibrafono